# Олдржих Гуєр
Олдржих Гуєр (чеськ. Oldřich Hujer; 25 листопада 1880, Пацержице-в-Турнаві — 4 червня 1942, Прага) — чеський мовознавець.

## Біографія
Після закінчення пржибрамської гімназії навчався на філософському факультеті Празького університету, за профілем індоєвропейського мовознавства. У 1905 році отримав ступінь доктора філософії за профілем санскриту, авести і літератури на санскриті під керівництвом проф. Й. Зубатого. Після короткої роботи в гімназіях Часлава і Прага-Виноградської перейшов у Карлів університет на посаду доцента (1911), екстраординарного (1919), ординарного (1924) професорів, став наступником проф. Ї. Зубатого. Член королівського Чеського наукового товариства, Чеської академії наук (1924) і почесний член Лондонського філологічного товариства.

## Наукова діяльність
Досліджував слов'янське мовознавство та історію чеської мови дописьмового періоду: «Слов'янське іменне відмінювання» (1910), «Розвиток чехословацької мови» (1934). У роботі «Введення в історію чеської мови» (3-е изд., 1946) розглядав проблеми стосунку слов'янських мов до балтських, процес виділення праслов'янської мови з індоєвропейської, основні риси фонетики, граматики і словникового складу спільноіндоєвролейскої мови. Один із засновників (1922) і редакторів журналу «Slavia» («Славія»).
На висновки проф. Гуєра про окреме походження білоруської мови безпосередньо від протослов*янської мови посилався Я. Станкевич.

## Твори
Займався в основному порівняльної граматикою індоєвропейських мов з особливою увагою до слов'янської групи, історією чеської мови і балтійськими мовами. Від початку був младограмматом, але удосконалив і поліпшив младограмматичні методи дослідження.     
Найважливіші твори:
- Slovanská deklinace jmenná. Praha: Rozpravy ČAV, 1910.
- Úvod do dějin jazyka českého. Praha 1914, 1926 a 1946.

- «D.-č./sb.»: Des recherches tchèques sur la linguistique comparée ainsi que sur la philologie hindoue et orientale, in: Revue des travaux scientifiques tchécoslovaques, Section Ière, Praha 1919: 115-122.